# Jiří Šedivý (generál)
Jiří Šedivý (* 3. ledna 1953, Příbram) je bývalý náčelník Generálního štábu Armády ČR a bezpartijní kandidát do Evropského parlamentu za Evropskou demokratickou stranu.

## Životopis
Jiří Šedivý se narodil 3. ledna 1953 v Příbrami. Profesionální kariéru vojáka z povolání začal v roce 1971 po absolvování Vojenského gymnázia Jana Žižky z Trocnova v Moravské Třebové. V letech 1971 až 1975 vystudoval Vysokou vojenskou školu pozemního vojska ve Vyškově. Po jejím absolvování vykonával funkci velitele tankové roty 57. motostřeleckého pluku ve Stříbře, V letech 1976 až 1978 absolvoval postgraduální studium ve Vojenské akademii v Brně. Po jeho ukončení vykonával funkci velitele 2. tankového praporu 18. tankového pluku v Táboře, kde v roce 1982 převzal funkci zástupce velitele pluku.
V roce 1985 byl přemístěn do Týna nad Vltavou a ustanoven do funkce velitele 17. tankového pluku. Do roku 1989 byl členem KSČ. V roce 1990 byl ustanoven do funkce náčelníka štábu 4. tankové divize v Havlíčkově Brodě. V roce 1993 byl vyslán ke studiu na Vysokou válečnou školu Armády USA. Po absolvování studia v roce 1994 byl ustanoven do funkce velitele 4. brigády rychlého nasazení rovněž v Havlíčkově Brodě.
Koncem roku 1995 měl nastoupit v Olomouci, ale krátce před převzetím funkce byl odeslán do Bosny a Hercegoviny k výkonu funkce velitele kontingentu AČR v misi IFOR (mise pod velením NATO). Po návratu v červenci 1996 po stáži na Generálním štábu AČR převzal funkci inspektora pozemního vojska AČR, později reorganizovanou na operační sekci Generálního štábu AČR.
V září 1997 byl ustanoven do funkce velitele pozemního vojska AČR. V květnu 1998 byl jmenován prezidentem republiky Václavem Havlem náčelníkem Generálního štábu AČR. Kromě personální práce bylo jeho hlavní náplní provést v armádě takové změny, aby se stala armádou splňující požadavky ke vstupu do NATO. Samozřejmou součástí jeho práce představovala intenzivní spolupráce s orgány NATO. V prosinci roku 2002 ukončil výkon funkce a k 31. prosinci 2002 odešel do zálohy v hodnosti armádního generála.
V srpnu 2003 založil vlastní konzultační společnost Generals s. r. o., později působil jako konzultant ve firmě Euroenergy, spol. s r. o. V roce 2009 se jako nestraník stal členem volebního týmu Evropské demokratické strany, za níž kandidoval z druhého místa kandidátky v europarlamentních volbách 2009. Zvolen nebyl.
Je ženatý, má dvě dcery.

## Lobbing
Jiří Šedivý si po svém odchodu do civilu v srpnu 2003 založil firmu Generals, s.r.o.  Šedivý „radil“ firmám, jak uspět při armádních zakázkách. Pracoval zejména pro americkou zbrojovku General Dynamics, která dodala vojákům obrněné transportéry Pandur II. Šlo o dodávku 107 vozidel za 14,4 miliardy korun. Nákup schválila v březnu 2009 česká vláda Mirka Topolánka a nákup provázela řada podezření.
Ministr obrany Martin Stropnický (ANO) po svém nástupu do funkce v lednu 2014 jmenoval Šedivého svým poradcem. Při nákupu nových armádních vrtulníků se do finálového výběru se dostaly dva stroje, Bell UH-1Y Venom a výrazně levnější italská Agusta AW 139M. V plnění takticko-technických požadavků vyhověl Bell na 50 % a Augusta byla lepší, vyhověla na 72 %. Náklady na pořízení amerických strojů bez životního cyklu byly vyčísleny na 12,8 miliard korun. S náklady na životní cyklus na 25 let pak 17,3 miliardy korun. Italské vrtulníky by vyšly na 9 miliard korun, bez nákladů na životní cyklus pak na 6,9 miliard. Přesto byly nakoupeny americké stroje Bell. Při nákupu byl porušen zákon o zadávání veřejných zakázek a udělena rekordní pokuta 550 milionů korun. Nákup vrtulníků doprovázel lobbiing Jiřího Šedivého.
Za rok 2021 vykázal Šedivý ve své společnosti příjem 2,5 milionů korun. Za rok 2022 vykázala Generals s.r.o. tržby ve výši 9,5 milionu korun, zisk před zdaněním 7,7 a po zdanění 6,2 milionu korun. Watchdogová organizace Kverulant.org byla přesvědčena, že šlo o provize za lobbování právě za nákup amerických vrtulníků a v červenci 2023 na Jiřího Šedivého podala trestní oznámení pro podezření ze spáchání trestného činu dle  § 333 nepřímé úplatkářství.

## Vyznamenání
- Medaile Za službu vlasti
- Vyznamenání Za zásluhy o obranu vlasti
- Medaile Za zásluhy II. stupeň, 1992[6]
- Záslužný kříž ministra obrany České republiky, II. třídy, 1998
- Záslužný kříž ministra obrany České republiky I. stupně, 2001